# Estudi epidemiològic
Els  estudis epidemiològics  són els estudis en què es basa la investigació mèdica, també anomenats  estudis d'investigació mèdica .
L'epidemiologia usa els estudis epidemiològics per trobar les causes que determinen la malaltia, o els factors de risc que fan més probable que una persona sigui malalta, i també usa aquests estudis per determinar els factors protectors o terapèutics (com els fàrmacs) que permeten curar la persona o prevenir la malaltia.
Els estudis epidemiològics permeten establir la relació entre les causes de la malaltia (variables independents) i la influència d'aquestes en el desenvolupament (o no) de la malaltia (variable dependent).

## Classificació dels estudis epidemiològics
Hi ha nombroses classificacions, en funció del factor d'anàlisi. Algunes d'elles serien:
- Segons la temporalitat:
  - Estudi retrospectiu: és un estudi longitudinal en el temps que s'analitza en el present, però amb dades del passat.
  - Estudi transversal: és un estudi que es realitza amb les dades obtingudes en un moment puntual com l'estudi de prevalença.
  - Estudi prospectiu: és un estudi longitudinal en el temps que es dissenya i comença a realitzar-se en el present, però les dades s'analitzen transcorregut un determinat temps, en el futur.
- Segons el tipus de resultat que s'obtingui en l'estudi:
  - Estudi descriptiu.
  - Estudi analític. Depenent de si existeix intervenció, els estudis analítics es classifiquen en:
    - Estudi observacional: L'investigador no intervé. Es limita a observar i descriure la realitat. Exemples són l'estudi cas control, estudi de cohorts i l'estudi de prevalença.
    - Estudi d'intervenció: L'investigador introdueix variables en l'estudi, intervenint en la realitat i desenvolupament d'aquest. Depenent de si existeix aleatorització o no:
      - Estudis quasi-experimentals: Són estudis en què hi ha intervenció però els subjectes participants no són aleatoritzats.
      - Estudis experimentals: Els subjectes participants han estat inclosos de forma aleatòria (assaig clínic, assaig comunitari, o de laboratori). Un assaig clínic és un estudi prospectiu, analític i d'intervenció amb aleatorització.
- Segons la unitat d'estudi:
  - Estudi ecològic o de correlació: La unitat d'estudi és la població.
  - Estudis en què els individus són les unitats de l'estudi: Comunicació d'un cas, estudi de sèrie de casos, estudi transversal.